# 国際自転車トラック競技支援競輪
国際自転車トラック競技支援競輪（こくさい じてんしゃ トラックきょうぎ しえん けいりん）は、2015年度下半期から2021年度までの期間、GIII格付けで開催された競輪の競走である。

## 概要
- 世界選手権自転車競技大会及びオリンピック・パラリンピックにつながる国際自転車トラック競技大会に出場する、我が国自転車トラック競技選手の育成・強化及びその環境等の整備に関する事業等を行うため、当競走を新設し、収益の一部を拠出することとする[1]。

- 開催期間については、2015年度下半期から2021年度[2]までの間とし、毎年度原則上半期と下半期各1節ずつ、計2節程度実施する。そのうち最低1節は4日制GIIIを実施することとするが、拠出金の目標額や選手数等を勘案し、毎年度見直すこととする。

- 規定によりGI〜GIII（記念競輪）クラスの開催は原則として1競輪場につき年間1節だけという取り決めがあるが、本大会に関しては記念競輪も同じ年度に行うことができる（競輪の競走格付けを参照）。

- 2016年度より短期登録で来日している選手も斡旋されるようになり、9月の玉野はGIII開催では初めて外国人選手が出場した[3]。

- GIIIとして競輪祭の選考対象レースとなっているが、2016年度より3日制の開催については選考から除外される[4]。

- 最終年度の2021年度（松山での開催）はナイター開催で行われた[5]。

- 2021年度からは、本開催に代わるGIII競走として、「大阪・関西万博協賛競輪」（年1回、さらにFIとして年1回）と「施設整備等協賛競輪」（年2回）が実施されている。

## 歴代優勝者
| 年   | 開催場     | 月日                         | 選手名                 |
| ---- | ---------- | ---------------------------- | ---------------------- |
| 2015 | 豊橋       | 11月12日(木) ～ 11月15日(日) | 芦澤大輔               |
| 2016 | 京都向日町 | 2月5日(金) ～ 2月7日(日)     | 才迫開                 |
| 2016 | 玉野       | 9月24日(土) ～ 9月27日(火)   | シェーン・パーキンス   |
| 2017 | 小田原     | 2月10日(金) ～ 2月12日(日)   | 田中晴基               |
| 2017 | 大垣       | 6月8日(木) ～ 6月11日(日)    | シェーン・パーキンス   |
| 2018 | 小松島     | 3月23日(金) ～ 3月25日(日)   | 山田英明               |
| 2018 | 取手       | 6月7日(木) ～ 6月10日(日)    | マティエス・ブフリ     |
| 2019 | 防府       | 3月15日(金) ～ 3月17日(日)   | 桐山敬太郎             |
| 2019 | 伊東温泉   | 4月25日(木) ～ 4月28日(日)   | マシュー・グレーツァー |
| 2020 | 久留米     | 3月20日(金) ～ 3月22日(日)   | 菅田壱道               |
| 2020 | 青森       | 6月11日(木) ～ 6月14日(日)   | 隅田洋介               |
| 2021 | 宇都宮     | 3月19日(金) ～ 3月21日(日)   | 渡部幸訓               |
| 2021 | 松山       | 6月10日(木) ～ 6月13日(日)   | 町田太我               |